# Prothoe australis
Prothoe australis är en fjärilsart som beskrevs av Guérin-meneville 1832. Prothoe australis ingår i släktet Prothoe och familjen praktfjärilar. Inga underarter finns listade i Catalogue of Life.